# Élections constituantes de 1946 en Dordogne
Les élections constituantes françaises de 1946 se tiennent le 2 juin. Ce sont les deuxièmes élections constituantes, après le rejet du projet de Constitution française du 19 avril 1946 lors du référendum du 5 mai.

## Mode de scrutin
L'assemblée constituante est composée de 586 sièges pourvus au scrutin proportionnel plurinominal suivant la règle de la plus forte moyenne dans chaque département, sans panachage ni vote préférentiel.
Dans le département de la Dordogne, cinq députés sont à élire.

## Élus
| Député sortant      | Parti | Parti   | Député élu ou réélu | Parti | Parti   |
| ------------------- | ----- | ------- | ------------------- | ----- | ------- |
| Yves Péron          |       | PCF     | Yves Péron          |       | PCF     |
| Lucien Dutard       |       | PCF     | Lucien Dutard       |       | PCF     |
| Robert Lacoste      |       | SFIO    | Robert Lacoste      |       | SFIO    |
| Jean Worms-Germinal |       | SFIO    | André Denis         |       | MRP     |
| Yvon Delbos         |       | Rad-soc | Yvon Delbos         |       | Rad-soc |

## Résultats

### Résultats à l'échelle du département
| Parti    | Parti                                          | Tête de liste  | Résultats | Résultats | Sièges |  |
| Parti    | Parti                                          | Tête de liste  | Voix      | %         |        |  |
| -------- | ---------------------------------------------- | -------------- | --------- | --------- | ------ |  |
|          | Parti communiste français                      | Yves Péron     | 60 677    | 30,18     | 2      |  |
|          | Rassemblement des gauches républicaines        | Yvon Delbos    | 52 861    | 26,30     | 1      |  |
|          | Section française de l'Internationale ouvrière | Robert Lacoste | 49 947    | 24,85     | 1      |  |
|          | Mouvement républicain populaire                | André Denis    | 37 542    | 18,68     | 1      |  |
|          |                                                |                |           |           |        |  |
| Inscrits | Inscrits                                       | Inscrits       | 257 809   | 100,00    | 5      |  |
| Votants  | Votants                                        | Votants        | 203 746   | 79,03     |        |  |
| Exprimés | Exprimés                                       | Exprimés       | 201 027   | 98,67     |        |  |